# John Coyle (calciatore)
John Coyle (28 settembre 1932 – 14 maggio 2016) è stato un calciatore scozzese, di ruolo attaccante.

## Carriera

### Club
Ha giocato nella prima divisione scozzese.

### Nazionale
Ha partecipato ai Mondiali del 1958.

## Palmarès

### Club

#### Competizioni nazionali
- Coppa di Scozia: 1

Clyde: 1957-1958

#### Competizioni regionali
- Forfarshire Cup: 2

Dundee United: 1950-1951, 1953-1954